# Tricentrogyna floridora
Tricentrogyna floridora är en fjärilsart som beskrevs av William Schaus 1940. Tricentrogyna floridora ingår i släktet Tricentrogyna och familjen mätare. Inga underarter finns listade i Catalogue of Life.